# Верхний танана
Верхний танана (Nabesna, Upper Tanana) — вымирающий атабаскский язык, на котором говорит народ танана, который проживает в деревнях Нортуэй, Тетлин, Тот территории верхней реки Танана на востоке центральной части штата Аляска в США, а также в населённом пункте Бивер-Крик юго-западной территории Юкон в Канаде. В настоящее время почти весь народ говорит на английском языке.
Алфавит на латинской основе: a, aa, ä, b, d, ch, ch’, ddh, dh, dl, dz, e, ea ee, g, gn, h, i, ia, ii, io, j, k, k’, l, ł, m, mb, n, nd, nh, o, oo, s, sh, shy, t, t’, th, tl, tl’, ts, ts’, tth, tth’, u, uu, ü, üü, w, x, y, yh, ’. Назализация обозначается седилем под буквой (ą). Низкий тон обозначается грависом (à), восходящий — гачеком (ǎ), нисходящий — циркумфлексом (â). Высокий тон не обозначается